# Ruseni, Edineț
Ruseni este satul de reședință al comunei cu același nume  din raionul Edineț, Republica Moldova.

## Istorie
Satul Ruseni (Rusina)a fost atestat documentar în 1575:
„Din mila lui Dumnezeu, Petru voievod, domn al Țării Moldovei. Facem cunoscut cu această carte a noastră tuturor celor care o vor vedea sau o vor auzi citindu-se că acestui adevărat și cinstit boier al nostru, pan Ion Golăi mare logofăt, i-am dat și i-am întărit de la noi în țara noastră, în Moldova, dreapta lui ocină și cumpărătură, din ispisocul de cumpărare ce 1-a avut el de la Ion voievod, un loc din pustie pe Ciuhru, între Grumădzeani și între Rujinți, în fața Rusinei, însă pe această parte a Ciuhrului, dinspre ținutul lașului, care loc din pustie mai sus scris, pe Ciuhru, între Grumădzeani și între Rujinți, în fața Rusinei, pe această parte a Ciuhrului, dinspre ținutul Iașului, îi este dreaptă ocină și cumpărătură de la însuși Ion voievod, pentru șase cai buni, ca să fie credinciosului și cinstitului nostru boier, pan Ion Golăi mare logofăt ...

Iar pentru mai mare putere și întărire a tuturor acestor mai sus scrise, am poruncit credinciosului și cinstitului nostru boier, pan Ioan Golăi mare logofăt, să scrie și să atârne pecetea noastră de această adevărată carte a noastră.
 
A scris Ștefan Teclici, la Iași, în anul 7083 <1575> mai 2.”

## Demografie

### Structura etnică
Structura etnică a satului conform recensământului populației din 2004:
| Grup etnic         | Populație | % Procentaj |
| ------------------ | --------- | ----------- |
| Moldoveni / Români | 2003      | 97,61%      |
| Ucraineni          | 25        | 1,22%       |
| Ruși               | 24        | 1,17%       |
| Total              | 2052      | 100%        |